# Alexander Jakob Wildermeth
Alexander Jakob Wildermeth (* 15. Oktober 1715 in Biel, heimatberechtigt ebenda; † 19. Oktober 1786 ebenda) war ein Bieler Ratsherr, Unternehmer und Autor.

## Leben
Jakob Wildermeth war der Sohn des Burgermeisters und fürstbischöflichen Schaffners Jakob Wildermeth und der Susanna Magdalena von Wattenwyl. Er heiratete 1736 Maria, Tochter des Meiers Vincenz Maximilian Thellung. Zwei Söhne  erreichten das Heiratsalter: Alexander Wildermeth folgte in einigen Ämtern dem Vater und Jakob Sigmund (1739–1790) wurde Militär und später Ratsherr.
Wildermeth studierte 1732 Rechtswissenschaften an der Universität Basel. Im Jahr 1737 wurde er Bieler Grossrat und im folgenden Jahr Stadthauptmann sowie Schaffner von Bellelay. In Biel gehörte er seit 1748 dem Kleinrat an und amtierte von 1757 bis 1766 als Venner, von 1766 als 1772 Burgermeister und von 1772 bis 1782 als bischöflicher Meier der Stadt.
Wildermeth hatte drei verheiratete Schwestern und war Alleinerbe des «bedeutenden Familienvermögens». Im Jahr 1747 wurde er Mitgründer der Bieler Indiennedruckerei. Daneben war er im Verlagsgeschäft und als Autor historischer Werke tätig. Im Jahr 1765 gehörte Wildermeth zu den Gründern der Bieler Burgerbibliothek.
Alexander Jakob Wildermeth starb am 19. Oktober 1786 in seiner Heimatstadt.

## Belege
1. 1 2 3  Thomas Schmid: Alexander Jakob Wildermeth. In: Historisches Lexikon der Schweiz. (Stand: 17. Dezember 2012)
2. ↑  Alexander Jakob Wildermeth (18). In: Werner und Marcus Bourquin: Biel. Stadtgeschichtliches Lexikon. Biel 1999. S. 487.

| Personendaten    | Personendaten                   |
| ---------------- | ------------------------------- |
| NAME             | Wildermeth, Alexander Jakob     |
| ALTERNATIVNAMEN  | Wildermeth, Jakob (Rufname)     |
| KURZBESCHREIBUNG | Bieler Ratsherr und Unternehmer |
| GEBURTSDATUM     | 15. Oktober 1715                |
| GEBURTSORT       | Biel, Fürstbistum Basel         |
| STERBEDATUM      | 19. Oktober 1786                |
| STERBEORT        | Biel, Fürstbistum Basel         |